# Eugenio Suárez
Eugenio Alejandro Suárez, född den 18 juli 1991 i Puerto Ordaz, är en venezuelansk professionell basebollspelare som spelar för Arizona Diamondbacks i Major League Baseball (MLB). Suárez är tredjebasman.
Suárez har tidigare spelat för Detroit Tigers (2014), Cincinnati Reds (2015–2021) och Seattle Mariners (2022–2023). Han har tagits ut till MLB:s all star-match en gång.

## Karriär

### Major League Baseball

#### Detroit Tigers

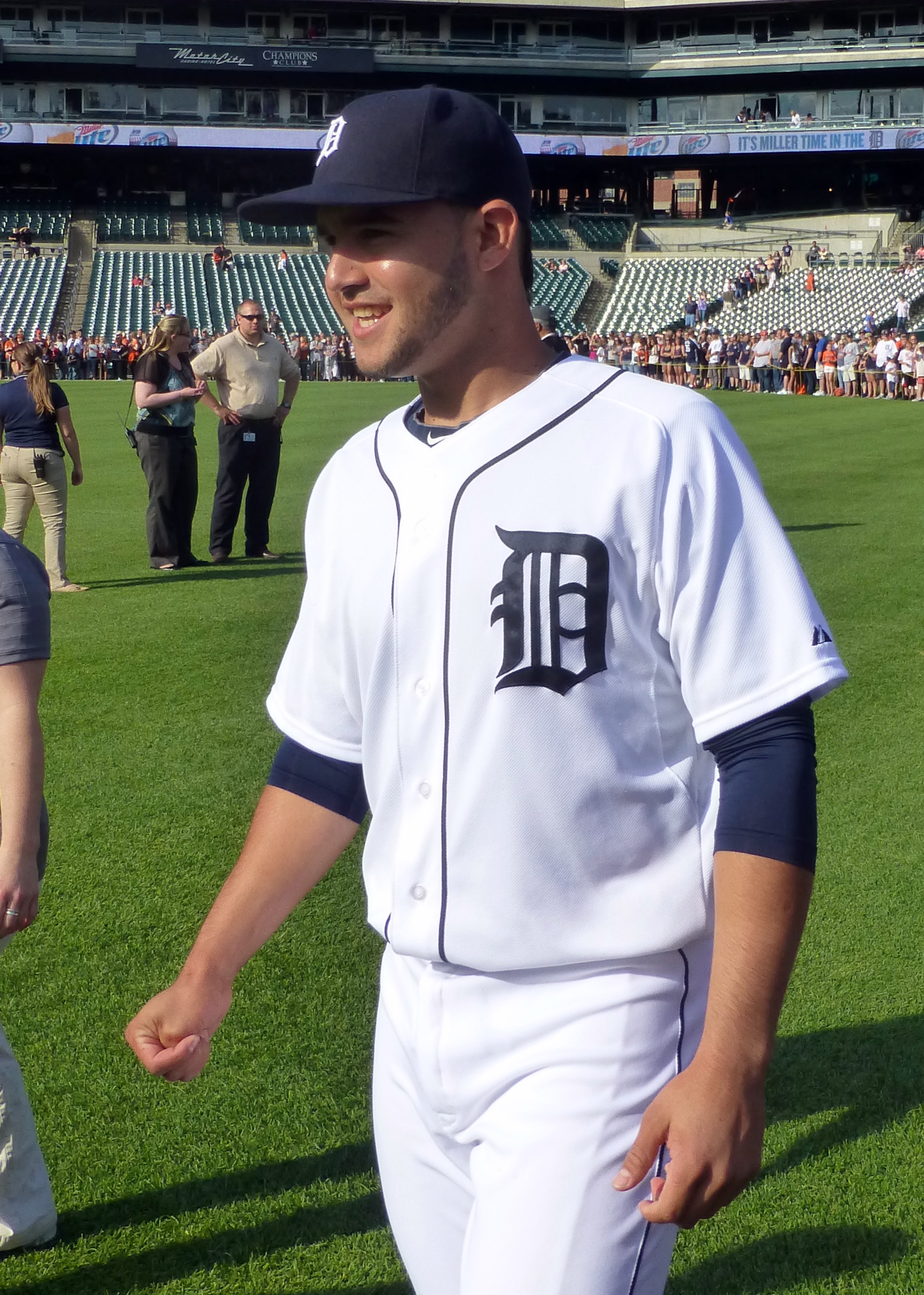
Suárez i Detroit Tigers dräkt 2014.

Suárez skrev på för Detroit Tigers i oktober 2008, vid 17 års ålder. Under de nästföljande två säsongerna spelade han i sitt hemland i farmarligan Venezuelan Summer League, innan han 2011 kom över till USA. Efter ytterligare några säsonger i farmarligorna debuterade han i MLB för Tigers den 4 juni 2014. Han spelade 85 matcher i MLB den säsongen, med ett slaggenomsnitt på 0,242, fyra homeruns och 23 RBI:s. Efter säsongen trejdades han till Cincinnati Reds tillsammans med Jonathon Crawford i utbyte mot Alfredo Simón.

#### Cincinnati Reds
Suárez placerades först i Reds högsta farmarklubb Louisville Bats, men efter en skada på Zack Cozart i juni blev han uppflyttad till Reds och blev klubbens ordinarie shortstop, efter vilket han spelade bättre än förväntat. På 97 matcher hade han ett slaggenomsnitt på 0,280, 13 homeruns och 48 RBI:s.
Inför 2016 års säsong omskolades Suárez till tredjebasman, där han ersatte Todd Frazier. Under säsongen hade han ett slaggenomsnitt på 0,248, 21 homeruns och 70 RBI:s på 159 matcher. Defensivt gjorde han 23 errors, flest av alla tredjebasmän i MLB. Året efter spelade han 156 matcher med ett slaggenomsnitt på 0,260, 26 homeruns och 82 RBI:s. Hans defensiva spel förbättrades och han gjorde bara nio errors.
Suárez och Reds kom inför 2018 års säsong överens om ett sjuårskontrakt värt 66 miljoner dollar, med en möjlighet för klubben att förlänga kontraktet ytterligare en säsong för 15 miljoner dollar. Han tackade för förtroendet genom att ha en mycket bra säsong, vilket ledde till att han i juli för första gången togs ut till MLB:s all star-match. Totalt under säsongen var hans slaggenomsnitt 0,283 och han hade 34 homeruns och 104 RBI:s, allt personliga rekord trots att han bara spelade 143 matcher.
2019 slog Suárez hela 49 homeruns, näst flest i MLB. Det var också nytt rekord för tredjebasmän i National Leagues långa historia och nytt MLB-rekord för spelare från Venezuela. Han utsågs till månadens spelare i NL för september efter att ha haft ett slaggenomsnitt på 0,337, tio homeruns och 18 RBI:s. Suárez spelade 159 matcher under säsongen med ett slaggenomsnitt på 0,271 och 103 RBI:s. Förutom i homeruns satte han personliga rekord i hits (156), total bases (329), slugging % (0,572) och on-base plus slugging (OPS) (0,930). På den negativa sidan hade han flest strikeouts i MLB (189). Efter säsongen erhöll han Luis Aparicio Award, priset till den bästa venezuelanska spelaren i MLB.
I januari 2020 framkom det att Suárez hade genomgått en operation i höger axel efter en olycka i en simbassäng i hans hem i Pinecrest i Florida. Det årets säsong förkortades kraftigt av covid-19-pandemin och Suárez spelade 57 matcher med ett slaggenomsnitt på 0,202, 15 homeruns och 38 RBI:s. Året efter sjönk hans slaggenomsnitt ytterligare, till 0,198, men han hade 31 homeruns och 79 RBI:s på sina 145 matcher.
Inför 2022 års säsong trejdade Reds Suárez tillsammans med Jesse Winker till Seattle Mariners i utbyte mot Justin Dunn, Jake Fraley, Connor Phillips och Brandon Williamson.

#### Seattle Mariners
Den 7 september 2022 kom Suárez upp i 1 000 hits i grundserien under karriären. Under den första säsongen för Seattle hade han ett slaggenomsnitt på 0,236, 31 homeruns och 87 RBI:s på 150 matcher. Hans 196 strikeouts var ett nytt bottenrekord för honom och flest i American League (AL). Han följde upp det med en säsong där han hade ett slaggenomsnitt på 0,232, 22 homeruns och 96 RBI:s. Återigen satte han nytt personligt rekord i strikeouts (214), och återigen var det flest i AL. Han spelade i alla Mariners 162 matcher den säsongen.
Efter 2023 års säsong trejdade Mariners Suárez till Arizona Diamondbacks i utbyte mot Carlos Vargas och Seby Zavala.

#### Arizona Diamondbacks
Suárez hade under debutsäsongen för Arizona 2024 ett slaggenomsnitt på 0,256, 30 homeruns och 101 RBI:s på 158 matcher. Det var första gången sedan 2019 som han lyckades komma upp i minst 100 RBI:s. Han hade 176 strikeouts, något färre än under de två föregående säsongerna men fortfarande sjunde flest i NL.
Under den första veckan av 2025 års säsong utsågs Suárez till veckans spelare i NL, efter att bland annat ha slagit fyra homeruns under säsongens tre första matcher. Den 26 april blev han historisk när han slog fyra homeruns i en och samma match, något som bara hade hänt 18 gånger tidigare i MLB:s historia. Den veckan utsågs han, tillsammans med Andy Pages, till veckans spelare i NL för andra gången på bara några veckor.

### Internationellt
Suárez representerade Dominikanska republiken vid World Baseball Classic 2023. Han spelade fyra matcher med ett slaggenomsnitt på 0,500, en homerun och sex RBI:s.

## Privatliv
Suárez och hans fru Génesis har två döttrar – Nicolle, född i september 2017, och Melanie, född i september 2020.